# Schisandra propinqua
Schisandra propinqua är en tvåhjärtbladig växtart. Schisandra propinqua ingår i släktet Schisandra och familjen Schisandraceae.

## Underarter
Arten delas in i följande underarter:
- S. p. axillaris
- S. p. intermedia
- S. p. propinqua
- S. p. sinensis